# Jupa Torres
Juan Pablo Torres (León, 1982) es un escritor mexicano.

## Biografía
Fue lector desde muy pequeño, influenciado por su papá. Estudió la Licenciatura en Comercio Exterior y Aduanas en la Universidad Iberoamericana León. 
Ha empezado a crear un público en su ciudad natal, donde ha ejercido la mayor parte de su trabajo. Sin embargo, también ha participado en foros y talleres nacionales e internacionales.

## Obra
- Despídete del destino,  Instituto Cultural de León, 2010
- Los de Arriba,  Díseres, 2011 (reeditada en 2012 por Instituto Cultural de León)[3]
- Zorros Urbanos,  Editorial Artiva, 2015[4]
- Y las letras nos unieron (colabora con Soy tu sombra),  Kuna Ediciones, 2016
- Bien bajado ese balón,  Kuna Ediciones, 2018[5]
- Quiero ver tu dolor,  Editorial Gato Blanco, 2021[6]